# Campeonato Mundial de Patinaje Artístico sobre Hielo de 1996
El LXXXVI Campeonato Mundial de Patinaje Artístico se realizó en Edmonton (Canadá) entre el 19 y el 23 de marzo de 1996 bajo la organización de la Unión Internacional de Patinaje sobre Hielo (ISU) y la Federación Canadiense de Patinaje sobre Hielo. 
Las competiciones se efectuaron en el pabellón Rexall Place de la ciudad canadiense. 

## Resultados

### Masculino
| Puesto | Nombre        | País           | Puntos |
| ------ | ------------- | -------------- | ------ |
| Oro    | Todd Eldredge | Estados Unidos | 2,0    |
| Plata  | Ilia Kulik    | Rusia          | 2,5    |
| Bronce | Rudy Galindo  | Estados Unidos | 6,0    |

### Femenino
| Puesto | Nombre          | País           | Puntos |
| ------ | --------------- | -------------- | ------ |
| Oro    | Michelle Kwan   | Estados Unidos | 1,5    |
| Plata  | Chen Lu         | China          | 3,0    |
| Bronce | Irina Slutskaya | Rusia          | 4,5    |

### Parejas
| Puesto | Nombre                           | País     | Puntos |
| ------ | -------------------------------- | -------- | ------ |
| Oro    | Marina Yeltsova / Andrei Bushkov | Rusia    | 2,0    |
| Plata  | Mandy Wötzel / Ingo Steuer       | Alemania | 5,0    |
| Bronce | Jenni Meno / Todd Sand           | Rusia    | 5,5    |

### Danza en hielo
| Puesto | Nombre                               | País   | Puntos |
| ------ | ------------------------------------ | ------ | ------ |
| Oro    | Oxana Grishuk / Yevgeni Platov       | Rusia  | 2,0    |
| Plata  | Anzhelika Krylova / Oleg Ovsiannikov | Rusia  | 4,0    |
| Bronce | Shae-Lynn Bourne / Victor Kraatz     | Canadá | 6,0    |

## Medallero
| Núm. | País           | Oro | Plata | Bronce | Total |
| ---- | -------------- | --- | ----- | ------ | ----- |
| 1    | Rusia          | 2   | 2     | 2      | 6     |
| 2    | Estados Unidos | 2   | 0     | 1      | 3     |
| 3    | Alemania       | 0   | 1     | 0      | 1     |
| 3    | China          | 0   | 1     | 0      | 1     |
| 5    | Canadá         | 0   | 0     | 1      | 1     |
|      | TOTAL          | 4   | 4     | 4      | 12    |

| Predecesor: Reino Unido 1995 | Campeonato Mundial de Patinaje Artístico sobre Hielo 1996 | Sucesor: Suiza 1997 |

- Datos: Q1319154